# ジャパンマスターズ
日本マスターズ水泳選手権大会とは、一般社団法人『日本マスターズ水泳協会』が毎年開催するマスターズ水泳最高峰の大会。

## 概要
「マスターズ水泳」は、国際的には25歳以上のスイマーを対象とするが、日本では慣例的に18歳から24歳までも含めて定義する。このため、18歳以上を対象とした大会である。
この大会に出るためにはマスターズ水泳協会に選手登録する必要があるが、協会を関連団体と位置づける共同主催者の日本水泳連盟が所管する他の大会に比べ出場のハードルが低いことから参加者が多く、国内最大の水泳競技会となっている。出場者は年齢世代で区切られており、高齢の参加者も多い。その模様は最高齢出場者のレースを中心にTBSテレビ『サンデーモーニング』のスポーツコーナーで紹介されることがある。

## 水着に関する規定
規定の“緩さ”を象徴するもののひとつとして水着に関する規定がある。
参加者の多くは一般のスイマーであることから、レース用に特化した水着が体型の問題でフィットしないというケースも多い。このため、国際水泳連盟が承認していない水着についても、それとほぼ同等であると認められるものは「記録が公認されない」（マスターズ記録としてのみ認定）という条件付きで着用が認められている。また公式記録会での使用が禁じられている女性用ブラカップについても、同様の条件で使用できる。ここが、日本水泳連盟所管大会と異なる点である。

## 開催実績
近年は海の日を最終日とし、その3日前の金曜日からの4日間開催としている。また東日本大震災以降は東京辰巳国際水泳場を避け、関東以外での開催が増えている。2015年は5年ぶりに東京辰巳国際水泳場で開催され、開催期間も5日間となった。2018年は第1回アジアマスターズ大会を兼ねて行われた。2020年、2021年はともに金沢プールで開催予定であったが新型コロナウイルス感染拡大の影響により中止となった。
| 回 | 年   | 開催期間                | 会場                         | 参加者数（人）          |
| -- | ---- | ----------------------- | ---------------------------- | ----------------------- |
| 1  | 1984 | 11月3日                 | 千駄ヶ谷屋内プール           | 1,270                   |
| 2  | 1985 | 11月3日から4日          | 千駄ヶ谷屋内プール           | 1,616                   |
| 3  | 1986 | 11月2日から3日          | 千駄ヶ谷屋内プール           | 2,143                   |
| 4  | 1987 | 9月12日から13日         | 神戸ポートアイランドプール   | 2,219                   |
| 5  | 1988 | 7月15日から17日         | 代々木オリンピックプール     | 3,784                   |
| 6  | 1989 | 7月13日から16日         | 代々木オリンピックプール     | 3,972                   |
| 7  | 1990 | 7月12日から15日         | 代々木オリンピックプール     | 4,660                   |
| 8  | 1991 | 10月19日から20日        | 平塚総合体育館プール         | 2,752                   |
| 9  | 1992 | 9月13日から15日         | 福岡総合プール               | 1,557                   |
| 10 | 1993 | 7月15日から18日         | 代々木オリンピックプール     | 5,812                   |
| 11 | 1994 | 7月14日から17日         | 東京辰巳国際水泳場           | 6,050                   |
| 12 | 1995 | 7月13日から16日         | 東京辰巳国際水泳場           | 6,371                   |
| 13 | 1996 | 7月11日から14日         | なみはやドーム（大阪）       | 5,457                   |
| 14 | 1997 | 7月18日から21日         | 東京辰巳国際水泳場           | 6,273                   |
| 15 | 1998 | 7月17日から20日         | 東京辰巳国際水泳場           | 6,696                   |
| 16 | 1999 | 7月17日から20日         | なみはやドーム（大阪）       | 4,780                   |
| 17 | 2000 | 7月13日から16日         | 東京辰巳国際水泳場           | 6,227                   |
| 18 | 2001 | 7月12日から15日         | 東京辰巳国際水泳場           | 6,006                   |
| 19 | 2002 | 7月18日から21日         | 東京辰巳国際水泳場           | 6,130                   |
| 20 | 2003 | 7月18日から21日         | 東京辰巳国際水泳場           | 6,472                   |
| 21 | 2004 | 7月16日から19日         | 東京辰巳国際水泳場           | 6,649                   |
| 22 | 2005 | 7月15日から18日         | なみはやドーム（大阪）       | 5,402                   |
| 23 | 2006 | 7月14日から17日         | 東京辰巳国際水泳場           | 6,365                   |
| 24 | 2007 | 7月13日から16日         | 東京辰巳国際水泳場           | 6,682                   |
| 25 | 2008 | 7月18日から21日         | 東京辰巳国際水泳場           | 6,875                   |
| 26 | 2009 | 7月17日から20日         | 横浜国際プール               | 6,538                   |
| 27 | 2010 | 7月16日から19日         | 東京辰巳国際水泳場           | 6,956                   |
| 28 | 2011 | 7月15日から18日         | なみはやドーム（大阪）       | 5,030                   |
| 29 | 2012 | 7月13日から16日         | 千葉県国際総合水泳場         | 6,043                   |
| 30 | 2013 | 7月12日から15日         | 日本ガイシアリーナ（名古屋） | 4,729                   |
| 31 | 2014 | 7月18日から21日         | 横浜国際プール               | 5,835                   |
| 32 | 2015 | 7月16日から20日         | 東京辰巳国際水泳場           | 6,581                   |
| 33 | 2016 | 7月14日から18日         | 千葉県国際総合水泳場         | 6,115                   |
| 34 | 2017 | 7月14日から17日(4日間） | RACTABドーム（大阪）         | 4,946                   |
| 35 | 2018 | 7月12日から16日         | 日本ガイシアリーナ（名古屋） | 5,457 （内海外選手250） |
| 36 | 2019 | 9月19日から23日         | 福岡県立総合プール           | 3,371                   |
| 37 | 2022 | 9月28日から10月2日      | 丸善インテック大阪プール     | 3,242                   |
| 38 | 2023 | 9月14日から18日         | 金沢プール                   | 2,830                   |
| 39 | 2024 | 7月3日から7日           | 東京アクアティックスセンター | 6,636                   |